# 强尼去当兵
“强尼去当兵”是一首流传于美国的爱尔兰民歌。歌词感叹男人和女人在战争中做出的牺牲。男人会通过出征来帮助，而女人会通过牺牲男人和出售商品来购买军需品来提供帮助。这首民歌在美国独立战争期间很流行。虽然歌的含义很清楚，但它的历史却是未知的。彼得、保罗和玛丽在他们的第二张专辑《Moving》(1963)中的编曲歌曲“Gone the Rainbow”（消失的彩虹）中使用了这首歌的第一和第三节。

## 起源
这首歌的曲调和歌词与其所基于的17世纪愛爾蘭音樂“Siúil A Rún”非常相似。

## 其他版本
- 美国创作民谣歌手皮特·西格在他的专辑《American Favorite Ballads, Vol. 4》（美国最受欢迎的民谣，第4卷）中做了一个翻唱版本。
- 哥特摇滚乐队Mors Syphilitica为他们的专辑《Primrose》（报春花，1998）制作了一个版本，由丽莎·汉默（英语：Lisa Hammer）演唱。
- 美国创作歌手兼吉他手詹姆斯·泰勒和美国小提琴家马克·奥康纳（英语：Mark O'Connor）在专辑《Heartland: An Appalachian Anthology》（心脏地带）中共同合作了一个版本，并在PBS“自由！美国革命”系列节目的每集结尾处播放。
- 加拿大创作歌手卢德克老人（英语：Old Man Luedecke）为他的专辑《Proof of Love》（爱的见证）录制了这首歌的一个版本。

## 在流行文化中
这首歌在肯·伯恩斯1989年拍摄的纪录片《内战》中多次出现。它由钢琴家杰奎琳·施瓦布和竖笛演奏家杰西·卡尔演奏。
在1995年的电视电影《夏普之战》中，演员约翰·塔姆斯扮演的角色哈格曼也演唱了这首曲子。